# روبرت نوكس

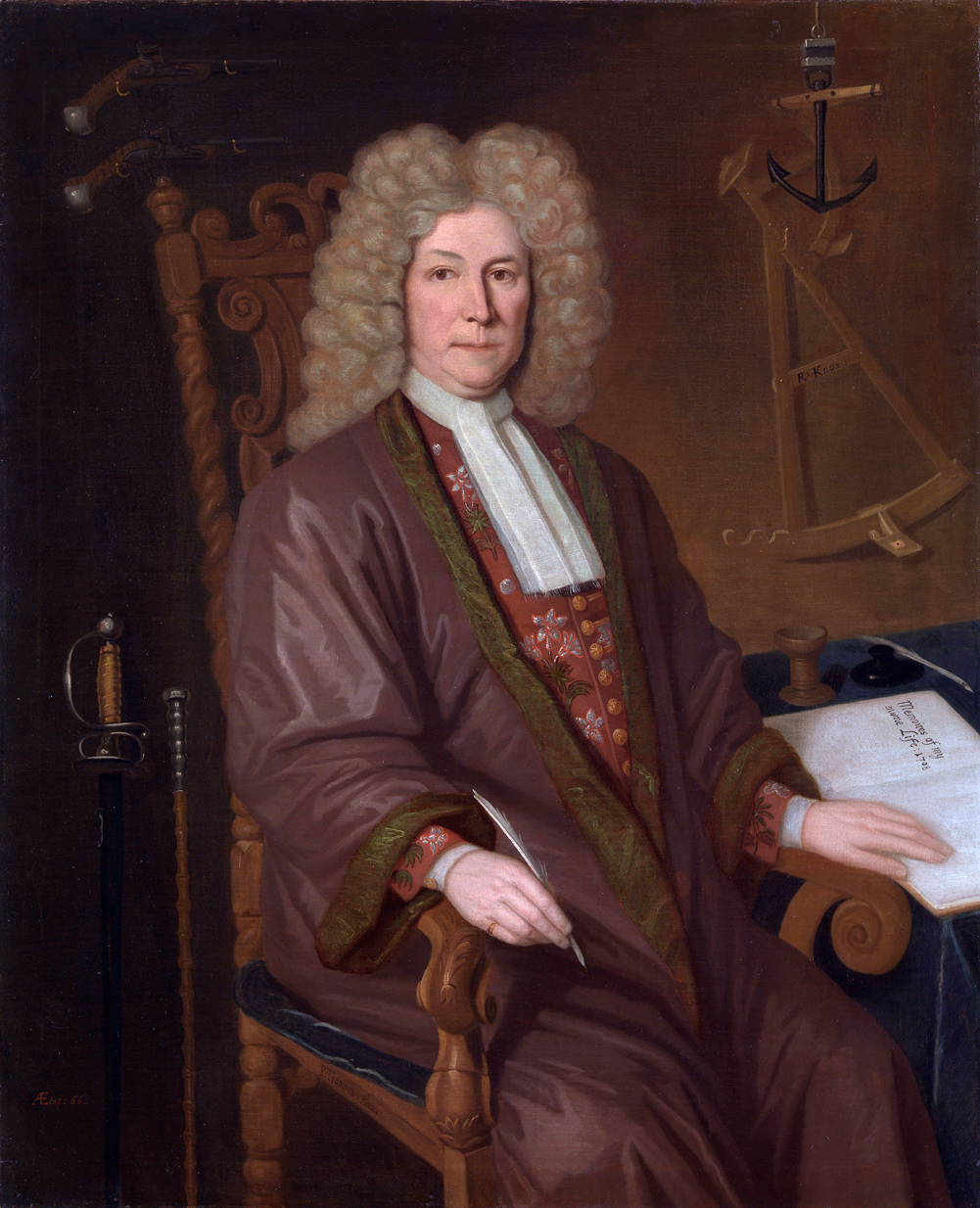
روبرت نوكس

روبرت نوكس (19 يونيو 1720- 8 فبراير 1641) (بالإنجليزية: Robert Knox)‏ كان قائد البحرية الإنجليزية في شركة الهند الشرقية البريطانية - وكان نجل لنقيب آخر في البحرية، وكان يسمى أيضا روبرت نوكس.
ولد في تاور هيل في لندن، قضى نوكس الشاب معظم طفولته في ساري وكان يدرس عبى يد جيمس فليتوود، وفي وقت لاحق أسقف وينشستر. انضم إلى طاقم والده على متن السفينة آن في رحلته الأولى إلى الهند عام 1655، في سن ال 14، قبل أن يعود إلى إنجلترا في عام 1657. في ذلك العام، أصدر أوليفر كرومويل ميثاقا منح شركة الهند الشرقية حكرا على التجارة الشرقية.

## روابط خارجية
- روبرت نوكس على موقع الموسوعة البريطانية (الإنجليزية)